# Beebe, Arkansas
Beebe là một thành phố thuộc quận White, tiểu bang Arkansas, Hoa Kỳ. Năm 2010, dân số của thành phố này là 7315 người.

## Dân số
- Dân số năm 2000: 4930 người.
- Dân số năm 2010: 7315 người.